# 山口県高等学校の廃校一覧
山口県高等学校の廃校一覧（やまぐちけんこうとうがっこうのはいこういちらん）とは、山口県の廃校となった高等学校の一覧。対象となるのは学制改革（1948年）以降に廃校となった高等学校と分校である。名称は廃校当時のもの。廃校時に属していた自治体が合併により消滅している場合は現行の自治体に含める。また、現在休校中の学校は公式には存続していることとなっているが、休校中の学校は事実上廃校となっている場合が多いため、便宜上本項に記載する。
小学校や中学校と異なり、生徒の在学中に在籍校が変更となることはほとんどなく、新設校が開校する年と旧校が閉校となる年は異なる（全日制は2年後、定時制は3年後）ことが多い。また、統合した場合でも片方の高等学校が旧校の生徒が卒業するまで存続扱いで校舎を利用する場合がある。

## 下関市
- 山口県立豊浦高等学校〈初代〉（1949年長府女子高と統合し下関東高へ）[1]
- 山口県立長府女子高等学校（1949年豊浦高〈初代〉と統合し下関東高へ）[2]
- 山口県立下関高等学校（1949年4月21日下関第二高と統合し下関西高〈初代〉へ）[3][注釈 1]
- 山口県立下関第二高等学校（1949年4月21日下関高と統合し下関西高〈初代〉へ）[3]
- 山口県立下関西高等学校〈初代〉（1950年下関南高〈初代〉と統合し山口県立下関西高等学校〈2代目〉へ）[3]
- 山口県立下関南高等学校〈初代〉（1950年下関西高〈初代〉と統合し下関西高〈2代目〉となるも、1954年再分離）[4][注釈 2]
- 山口県立下関東高等学校定時制東部分校（1950年下関南高定時制東部分校、1951年山口県立下関西高等学校定時制東部分校から移管、1953年廃校[1]）
- 山口県立下関東高等学校（1953年山口県立豊浦高等学校〈2代目〉[1]と山口県立長府高等学校[2]に分離）[注釈 3]
- 山口県立豊浦高等学校王喜分校（1967年）[1]
- 山口龍谷学園山口龍谷高等学校（1970年 生徒は早鞆高等学校が承継、校地・校舎は響高に転用）
- 山口県立下関第一高等学校（2006年山口県立下関中等教育学校へ改組）
- 山口県立下関中央工業高等学校（2016年下関工業高と統合し山口県立下関工科高等学校となり、2008年完全移行）[5]
- 山口県立下関工業高等学校（2016年下関中央工業高と統合し下関工科高となり、2018年全日制廃止、2019年定時制廃止で完全移行）[5]
- 山口県立豊北高等学校 (2018年響高と統合し山口県立下関北高等学校となり、2020年完全移行)[6]
- 山口県立響高等学校（2018年豊北高と統合し下関北高となり[7]、2020年完全移行）

## 岩国市
- 山口県立坂上高等学校（2010岩国高の分校化）
- 山口県立広瀬高等学校（2010岩国高の分校化）
- 山口県立岩国高等学校広瀬分校（2025年本校に統合）[8]

## 萩市
- 山口県立萩北高等学校（1950年萩南高と統合し山口県立萩高等学校へ）[9]
- 山口県立萩南高等学校（1950年萩北高と統合し萩高へ）[9]
- 山口県立萩高等学校定時制川上分校（1954年）[9]
- 山口県立萩商工高等学校〈初代〉（1965年萩工業高と萩商業高へ分離）
- 山口県立山口農業高等学校佐々並分校（1988年）[注釈 4]
- 山口県立萩商業高等学校（2008年萩工業高と統合し山口県立萩商工高等学校〈2代目〉へ）[10]
- 山口県立萩工業高等学校（2008年萩商業高と統合し萩商工高〈2代目〉へ）[10]
- 山口県立奈古高等学校須佐分校（2010年）
- 山口県立徳佐高等学校高俣分校（2010年）[11]

## 柳井市
- 山口県立柳井商工高等学校〈初代〉（1972年柳井商業高と柳井工業高へ分離）[12]
- 山口県立柳井商業高等学校（2006年柳井工業高と統合し山口県立柳井商工高等学校〈2代目〉となり、2008年完全移行）[12]
- 山口県立柳井工業高等学校（2006年柳井商業高と統合し柳井商工高〈2代目〉となり、2008年完全移行）[12]

## 山口市
- 山口県立山口高等学校〈初代〉（1949年山口第二高と統合し山口東高へ）[13][注釈 5]
- 山口県立山口第二高等学校（1949年山口高〈初代〉と統合し山口東高へ）[13]
- 山口県立山口東高等学校（1950年山口西高と統合し山口高〈2代目〉へ）[13]
- 山口県立山口西高等学校（1950年山口東高と統合し山口高〈2代目〉へ）[13]
- 山口県立山口高等学校〈2代目〉（1955年山口県立山口高等学校〈3代目〉と山口県立山口中央高等学校へ分離）[13]
- 山口県立山口高等学校定時制自衛隊分教室（1957年）[14]
- 山口県立山口農業高等学校秋穂分校（1984年）[注釈 6]
- 山口県立徳佐高等学校（2008年山口県立山口高等学校と統合し徳佐分校となり、2010年完全移行）[15]
- 山口県立徳佐高等学校高俣分校（同上）[15]
- 山口県立佐波高等学校（2012年山口県立防府高等学校の分校が設置され[16]、2014年閉校）
- 山口県立山口高等学校徳佐分校（2025年）[17]
- 山口県立防府高等学校佐波分校（2025年）[17]

## 防府市
- 山口大学教育学部附属防府高等学校（1953年閉校）[18][19]

## 美祢市
- 山口県立美祢農業高等学校伊佐分校（1949年）[20]
- 山口県立美祢高等学校大田分校（1967年）[20]
- 山口県立大嶺高等学校（2009年美祢工業高と統合し青嶺高へ）[21]
- 山口県立美祢工業高等学校（2009年大嶺高と統合し青嶺高へ）[21]
- 山口県立美祢高等学校（1949年美祢農業高から改称、2015年青嶺高と統合し山口県立美祢青嶺高等学校へ）[20]
- 山口県立青嶺高等学校（2015年美祢高と統合し美祢青嶺高へ）[21]

## 周南市
- 山口県立徳山西高等学校（1950年徳山東高と統合し山口県立徳山高等学校西校舎へ）
- 山口県立徳山東高等学校（1950年徳山西高と統合し徳山高東校舎となり、1953年5月西校舎へ統合）
- 山口県立徳山商工高等学校〈初代〉（1967年徳山商業高と徳山工業高へ分離）[22]
- 山口県立徳山商業高等学校（2008年徳山工業高と統合し山口県立徳山商工高等学校〈2代目〉へ）[22]
- 山口県立徳山工業高等学校（2008年徳山商業高と統合し徳山商工高〈2代目〉へ）[22]
- 山口県立鹿野高等学校（2010年徳山高の分校化）
- 山口県立徳山北高等学校（2012年徳山高の分校化）
- 山口県立徳山高等学校鹿野分校（2023年本校に統合）[23]
- 山口県立徳山高等学校徳山北分校（2023年本校に統合）[23]

## 長門市
- 山口県立大津高等学校（2011年統合により山口県立大津緑洋高等学校大津キャンパスとなり、2013年完全移行）[24]
- 山口県立日置農業高等学校（2011年統合により大津緑洋高日置キャンパスとなり、2013年完全移行）[24]
- 山口県立水産高等学校（2011年統合により大津緑洋高水産キャンパスとなり、2013年完全移行）[24]

## 大島郡
- 山口県立久賀高等学校蒲野分校（1956年）
- 山口県立安下庄高等学校沖浦分校（1962年）
- 山口県立久賀高等学校小松分校（1963年）
- 国立大島商船高等学校（1967年の大島商船高専発足に伴い[25]、1969年本科、1971年専攻科を閉科）
- 山口県立安下庄高等学校白木分校（1984年）
- 山口県立安下庄高等学校（2006年久賀高と統合し山口県立周防大島高等学校安下庄校舎となり、2009年完全移行）[26]
- 山口県立久賀高等学校（2006年安下庄高と統合し周防大島高久賀校舎となり、2009年完全移行）[26]
- 山口県立田布施農業高等学校大島分校（2010年）[27]

## 熊毛郡
- 山口県立熊毛南高等学校定時制佐賀分校（1961年）[28]
- 山口県立田布施農業高等学校定時制八代分校（1971年）[29]
- 山口県立熊毛南高等学校上関分校（2010年）[28]
- 山口県立田布施農業高等学校大島分校（2010年）[29]
- 山口県立田布施農業高等学校（2010年田布施工業高と統合し山口県立田布施農工高等学校となり、2012年完全移行）[29]
- 山口県立田布施工業高等学校（1984年山口県立下松工業高等学校田布施分校から独立、2012年田布施農業高と統合し田布施農工高となり、2012年完全移行）[29]

## 阿武郡
- 山口県立奈古高等学校（2016年萩高奈古分校となり、2018年廃校）[30]